# Michel Berr
Michel Berr (* 9. Juni 1781 in Nancy; † 4. Juli 1843 in Nancy) war ein französischer Jurist und Publizist.
Michel Berr, Sohn von Isaak Berr de Turique, war der erste jüdische Rechtsanwalt in Frankreich. Er war ein Vorkämpfer der jüdischen Emanzipation, 1818 überreichte er dem Aachener Kongress eine Denkschrift über die Lage der deutschen Juden. 1808 wurde er zum korrespondierenden Mitglied der Göttinger Akademie der Wissenschaften gewählt.
Berr war Mitarbeiter des Mercure de France, des Mercure étranger und des Magasin encyclopédique.